# 아너 소사이어티

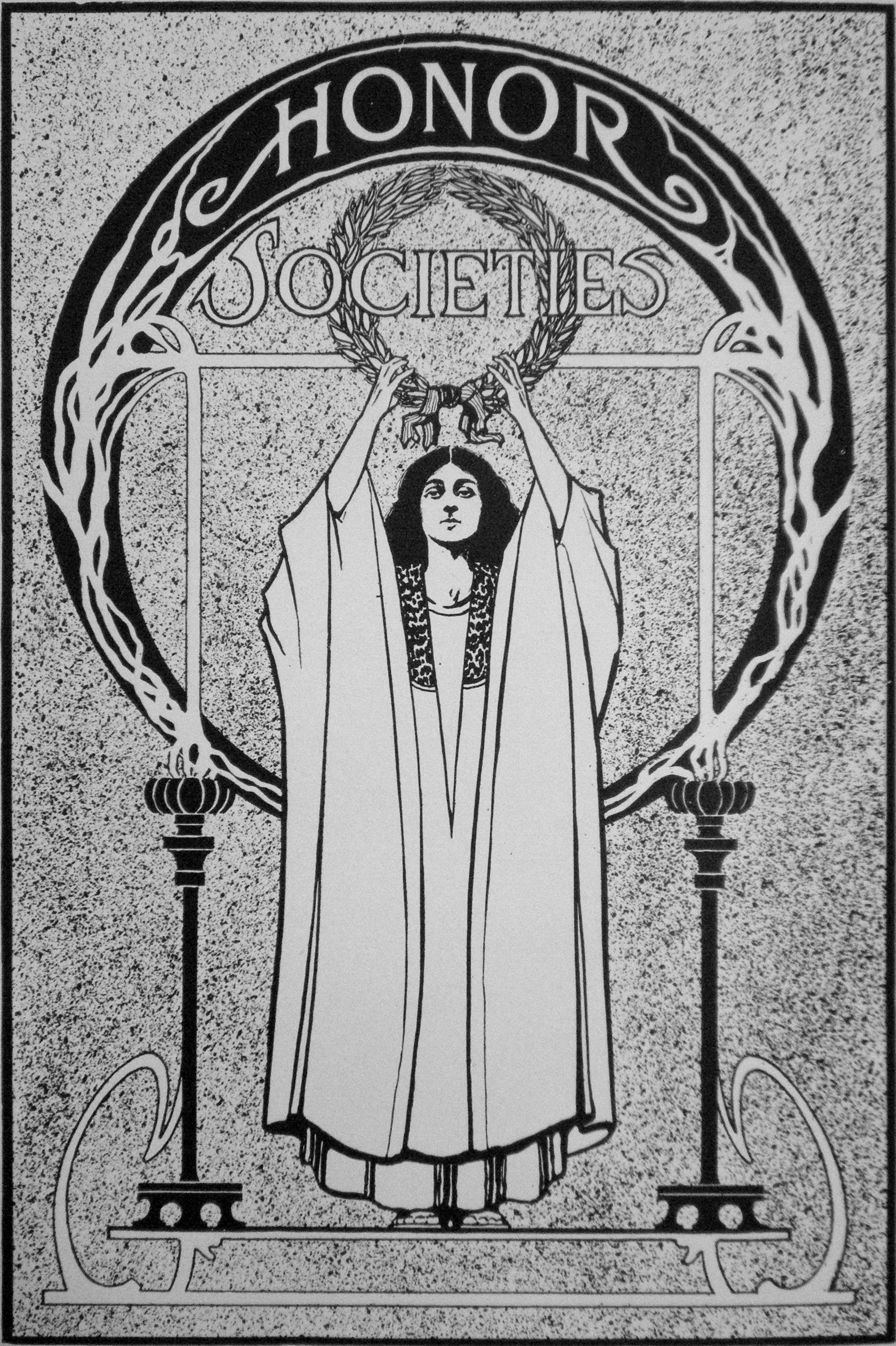
1909년 워싱턴 대학교 연감에 수록된 ‘아너 소사이어티’의 일러스트

아너 소사이어티(honor society)는 미국에서 우수 학생들의 단체를 일컫는 말이다. 다양한 분야 및 환경에 걸쳐 여러 단체들이 존재한다. 예를 들어, 오더 오브 더 애로우(Order of the Arrow)는 미국 보이스카우트들의 국립 아너 소사이어티이다. 아너 소사이어티라는 말은 주로 학업상으로 뛰어난 학생이나 학계에서 유의미한 연구성과를 이룬 연구자들을 대상으로 하는 학문적 아너 소사이어티의 의미로 사용된다.
많은 아너 소사이어티들은 학업 성적의 순위 및 평균점수 등을 바탕으로 선별된 학생들을 초청하며, 세부적인 기준은 단체마다 다르다. 학업 성과를 주요 기준으로 삼는 단체들은 많은 경우 학생의 성품과 관련된 요소를 추가적인 평가 대상으로 삼는다. 대부분의 단체들은 가입 희망자가 스스로 지원하는 것을 허락하지만, 일부 단체들은 초청 받은 사람만이 가입할 수 있는 경우도 있다. 아너 소사이어티의 회원자격은 동일 분야 내에서 상호 배타적인 것으로 여겨져서, 한 분야 내에서 두 개 이상의 아너 소사이어티에 가입할 수 없다.